# 朝鲜科技 (网站)
朝鲜科技（英語：North Korea Tech）是一家专门发布朝鲜民主主义人民共和国（朝鲜）科技领域资讯的博客网站，由英国记者马丁·威廉斯（Martyn Williams）在美国旧金山创办。该网站也是美国朝鲜问题分析网站“北纬38度”的关联网站。

## 简介
据创办人马丁·威廉斯自述，他生长于冷战时期的欧洲，每天会花几个小时用短波收音机收听来自苏联等共产主义国家的广播。他认为“今天的朝鲜似乎比曾经的苏联更难理解，作为一名记者我对此充满兴趣”，也因此创办了“朝鲜科技”这一网站，讲述这个媒体、电视、手机、互联网都被严格审查甚至封闭的国家里，许多英语世界人士原本不甚了解的故事。
该网站经常会披露一些有关朝鲜科技的独家资讯，也因此一直是部分记者、研究人员以及对朝鲜内部媒体和通讯领域感兴趣的人士的首选信息来源，其发布的资讯经常被一些主流媒体（如法新社、BBC、《华盛顿邮报》）引用。

## 审查
由于“朝鲜科技”以报道朝鲜科技资讯为主，该网站曾在2016年3月至2017年底被韓國廣播通信審議委員會（KCSC）在韩国封锁。KCSC宣称，该网站提供了朝鲜网站链接、朝鲜短波电台的时间频率表及朝鲜中央电视台视频，涉嫌“亲北”“危害国家安全”。KCSC负责审议上诉的成员之一、新世界党成员、韩国大学教授Cho Young-ki甚至称“应该考虑为什么英国公民对朝鲜有浓厚的兴趣”。随后网站创办人马丁·威廉斯向韩国法院提出上诉。法院认为，只有在整个网站被视为非法的特殊情况下，才能封锁整个网站；“朝鲜科技”虽然有些页面可能被视为非法内容，但整个网站大部分内容不违反《国家安全法》，最终判令KCSC解除对“朝鲜科技”的封锁。